# Carybdea rastonii
Carybdea rastonii también conocida como  Avispa marina es una Cubozoa de la familia Carybdeidae.

## Descripción
Estas pequeñas medusas con una campana de unos 4 cm y 15 cm de tentáculos  nadan cerca del lecho marino durante el día y se extienden más cerca de la superficie al amanecer, al atardecer y durante la noche.

### Distribución
Océano Pacífico, incluyendo el sur de Australia.